# Хе (буква сирийского алфавита)
ܗ (ܗܐ, хе) — пятая буква сирийского алфавита.

## Использование
Происходит от арамейской буквы хе (𐡄), восходящей к финикийской букве хе (𐤄, ).
В сирийском языке обозначала гортанный спирант [h], а также могла служить для передачи букв α и ε в греческих заимствованиях. В ассирийском языке обозначает [h]. Числовое значение в сирийской системе счисления — 5.
В романизациях ALA-LC и BGN/PCGN передаётся как h.

## Кодировка
Буква хе была добавлена в стандарт Юникод в версии 3.0 в блок «Сирийское письмо» (англ. Syriac) под шестнадцатеричным кодом U+0717.